# Привредник (лист)
Привредник је месечни лист које издаје Српско привредно друштво Привредник у Загребу.

## Подлистак
Лист обухвата теме из привредног и просветног живота. Обрађује теме из задругарства, пољопривреде, банкарства, туризма, занатства, трговине, социјалне проблематике. Према мишљењу стручне јавности и читаоца Лист се са својим темама надопуњује на садржаје листа „Новости“ које обрађују опште друштвене, политичке и културне теме. Лист се фокусира на реални живот привредника: могућности покретања посла, околности и перспективе пословања. У том смислу настојимо бити информативни и едукативни.
Сваки број Листа садржи стручни коментар на актуелну привредну ситуацију у друштву, затим актуелне вести, интервју са релевантном особом из привредног живота, репортажу о условима деловања предузетника у руралним крајевима Хрватске, корисне савете из области пољопривреде, сточарства, туризма и сл. као и стручне текстове из области права и економије. У Листу се такође презентују активности Српског привредног друштва Привредник и рекламирају Привредникови фондове за стипендирање ученика и студената.
Српско привредно друштво Привредник је крајем 2007. године одлучило обновити лист „Привредник“. Први број је изашао 28. децембра 2007. године у оквиру самосталног српског недељника Новости. До данас излази као подлистак „Новости“ на осам страница.
Излажење листа финансира Савет за националне мањине Републике Хрватске.

## Период од 1898. до 1941.
Лист је с прекидима излазио од 1898. до 1941. године прво у Загребу, а од 1924. године и у Београду.
У периоду од 1898. до 1941. године лист је током излажења углавном обрађивао теме из економије, просвете, агрономије и других грана привреде, али се редовно, што унутар тих тема, што изван њих дотицао и тренутне политичке ситуације на Балкану и средњој Европи. Сваки члан Српског привредног друштва Привредник био је преплаћен на Лист. Годишња претплата износила је 25 динара.

## Уредници
- Павле Аршинов, (1898—1914)
- Лист није излазио, (1914—1922)
- Павле Аршинов, (1922—1929)
- Ђуро Терзин, (1929—1941)
- Лист није излазио, (1941—2007)
- Никола Лунић, (2007— до данас)